# 馮又嫦
冯又嫦（英語：Inez Fung，1949年4月11日—），美籍华裔气象学家。

## 生平
1949年出生于英属香港，毕业于英皇书院和麻省理工学院，現任美國加州大學柏克萊分校教授，兼任柏克萊大氣科學中心主任，麻省理工學院科學博士，美國科學基金董事局成員。